# Léon Flameng
Marie Léon Flameng, född 30 april 1877 i Paris, död 2 januari 1917 i Ève i Oise, var en fransk cyklist, som tog guldmedalj på 100 kilometer, vid olympiska sommarspelen 1896 i Aten.
Han avled i första världskriget.